# Lavras
Lavras é uma cidade brasileira localizada na Região Geográfica Imediata de Lavras, à qual dá o nome, na Região Geográfica Intermediária de Varginha, pertencente ao estado de Minas Gerais. Localiza-se a uma latitude 21° 14' 43 sul e a uma longitude 44° 59' 59 oeste, estando a uma altitude de 919 metros e possuindo uma área de 566,1 km². Sua população em julho de 2024, conforme estimativa do Instituto Brasileiro de Geografia e Estatística (IBGE), era de 109 884 habitantes.

## História

### Início do povoamento
Francisco Bueno da Fonseca (c. 1670-1752), líder de uma revolta contra um desembargador português em São Paulo em 1712, veio, junto de seus filhos e outros sertanistas, a se estabelecer na região dos rio Capivari e rio Grande abaixo pelos anos de 1720 ou 1721. Estes primeiros habitantes eram paulistas da vila de Santana do Parnaíba, e poucos anos depois de sua chegada, fundariam o arraial dos Campos de Sant'Ana das Lavras do Funil, por volta de 1729. Nesta região, a família de Bueno da Fonseca estava empenhada na busca do ouro e também na abertura de novos caminhos até às Minas dos Goiases. Em 1737 os exploradores receberiam do governador Martinho de Mendonça uma carta de sesmaria confirmando a ocupação da terra, que se despontava na agricultura e pecuária.
Em 18 de junho de 1759, Bartolomeu Bueno do Prado, neto do famoso Anhanguera e genro de Francisco Bueno da Fonseca, partiu do povoado à frente de sua tropa de quatrocentos homens, convocados de toda a capitania, para desbaratar a confederação quilombola do Campo Grande. A influência dos capitães-mores da família Bueno da Fonseca contribuiu para o rápido desenvolvimento do povoado: em 1760 este já possuía mil habitantes, o dobro de Carrancas, o que determinou a transferência da sede paroquial para a localidade mais populosa. Em 1813 o arraial fora elevado à categoria de freguesia, quando do desmembramento de Carrancas. Possuía então 6 capelas curadas e 10.612 almas.

### Século XIX
Já na época do Império, a freguesia obteve sua emancipação política e administrativa passando à condição de vila, em 1831, e cidade, em 1868, quando houve alteração na toponímica municipal de "Lavras do Funil" para "Lavras". Em relatório apresentado à Câmara informou o fiscal Manuel Custódio Neto que em 1832, ao instalar-se a vila, esta era constituída de 245 prédios e não havia calçamento em nenhuma de suas ruas. De edifícios públicos apenas existiam nesse tempo a igreja matriz, a capela do Rosário e a das Mercês. Possuía Lavras três escolas particulares de primeiras letras, com um total de 62 alunos. Segundo o recenseamento de 1834, o município de Lavras possuía 11.322 habitantes.
Um dos acontecimentos mais marcantes deste período foi a participação de Lavras na Revolução Liberal de 1842. Por pouco mais de um mês, entre 14 de junho e 22 de julho daquele ano, liberais e conservadores mantiveram seus respectivos quartéis no largo da Matriz de Sant'Ana, atual Praça Dr. Augusto Silva. Os liberais derrotados se refugiaram ou foram presos, sendo posteriormente anistiados pelo governo imperial.

### Época de ouro
O final do Século XIX e início do Século XX foi um momento de rápido desenvolvimento em Lavras, a começar pelas novas ligações fluviais e ferroviárias criadas. Em 18 de dezembro de 1880 foi inaugurada a navegação fluvial de 208 km entre os portos de Ribeirão Vermelho (município de Lavras) e de Capetinga (município de Piumhi), feita pelo barco a vapor "Dr. Jorge". Em 14 de abril de 1888 a Estrada de Ferro Oeste de Minas era inaugurada a primeira estação em Ribeirão Vermelho, e em 1.º de abril de 1895 inaugurava-se a estação na cidade de Lavras. Mais tarde, em 1911, seria criado uma linha de bondes, sendo Lavras uma das poucas cidades do interior do Brasil a possuir esse sistema de transporte.
Após a Proclamação da República, Lavras se consolidou como um dos principais polos regionais de Minas Gerais, sendo o berço de Francisco Sales, importante político da República Velha. Nesta época, vários educandários foram criados, como o Instituto Evangélico (fundado em 1892 por Samuel Rhea Gammon), o Colégio Nossa Senhora de Lourdes (fundado em 1900 por freiras da Congregação das Irmãs Auxiliares de Nossa Senhora da Piedade), o Grupo Escolar de Lavras (fundado em 1907 pelo professor Firmino Costa) e a Escola Agrícola de Lavras (fundada em 1908). Foi por causa da qualidade de sua educação que Lavras tornou-se conhecida como "terra dos ipês e das escolas", lema criado pelo jornalista Jorge Duarte.

### Mudanças sociais e políticas
A demografia local também foi modificada com a chegada de muitos imigrantes, que representavam 1,9% da população de acordo com o Censo Demográfico de 1920: havia no município um total de 806 estrangeiros, dos quais 380 eram italianos, 189 portugueses, 166 libaneses, 28 espanhóis, 20 americanos, 12 austríacos, 5 franceses, 2 russos, 1 uruguaio e 3 de nacionalidade indeterminada.
A década de 1920 representou uma desaceleração no progresso municipal, parte causada pela intensa disputa política promovida por duas correntes distintas: o Partido Republicano Mineiro, sob a nova direção do médico italiano Paulo Menicucci, era favorável à candidatura de Artur Bernardes à Presidência da República e Raul Soares à Presidência de Minas Gerais; e os dissidentes, liderados pelo coronel Pedro Sales, apoiavam as candidaturas de oposição respectivas de Nilo Peçanha e Francisco Sales. Essa disputa ficou conhecida como entre "Rolinhas e Gaviões": Rolinhas em razão dos tiques psicastênicos afeminados atribuídos a Bernardes, e Gaviões por associar-se à esperteza, ao espírito sagaz, e naturalmente, por ser um dos predadores daquela pequena pomba. Tal embate local perdurou até a década seguinte, quando foi eclipsado pelo novo ordenamento político nacional - o Estado Novo.
Foi em meados do Século XX que o município de Lavras constituiu seus atuais limites geográficos. Em sua divisão administrativa referente ao ano de 1933, o município era formado por 8 distritos: Lavras, Carrancas, Ijaci (ex-Conceição do Rio Grande), Ingaí, Itumirim (ex-Rosário), Itutinga (ex-Santo Antônio da Ponte Nova), Luminárias (ex-Nossa Senhora do Carmo das Luminárias) e Ribeirão Vermelho. O município passou por separações político-administrativos em 1938, 1943, 1948 e 1962, quando seus antigos distritos se tornaram municípios vizinhos recém-criados, sendo atualmente composto apenas pelo distrito da sede.

### Progresso e estagnação
No período populista durante a Quarta República, o desenvolvimento de Lavras era sinalizado pelas novas ligações com os grandes centros: o primeiro caso foi a inauguração da linha de transportes aéreos, existente entre 1947 e 1960; o segundo foi a abertura ao tráfego rodoviário da variante Lavras-Fernão Dias, em 1962. Outro aspecto de progresso foi a inauguração da Usina Hidrelétrica de Itutinga, em 1955, cujo aumento da produção de energia elétrica estimulou o crescimento industrial na cidade, através da ampliação das fábricas já existentes e instalação de novos empreendimentos.

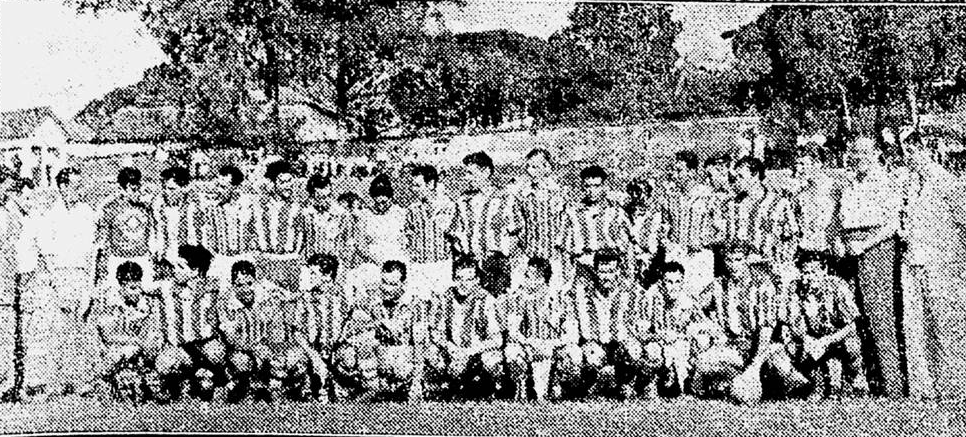
Olímpica 2 x 1 Rosario Central, Lavras, 16 de fevereiro de 1957.

Lavras, nos anos 1950, passava por um de seus momentos de maior riqueza cultural, artística e esportiva, graças a associações cívicas como a Sociedade dos Amigos de Lavras (SAL) e a Sociedade Lavrense de Cultura Artística (SOLCA). A crônica da época registra diversas iniciativas como bailes, concursos, exposições, eventos educacionais, espetáculos teatrais, recitais de música e poesia, amistosos e torneios futebolísticos, além da formação de uma biblioteca pública e um museu municipal.
No início dos anos 1960, enquanto o país vivia um período de graves crises institucionais, Lavras sofria uma série de atentados feitos por um piromaníaco, na qual vários casarões históricos foram consumidos pelas chamas. Neste contexto, em 1962 o poder público local decidiu pela demolição do Teatro Municipal, selando o fim das entidades cívicas e a decadência cultural da cidade. Este declínio foi agravado em 1963 pelo desaparecimento do jornal A Gazeta - o único semanário impresso da época - e o quase fechamento da Escola Superior Agrícola de Lavras, que foi federalizada. Outros sinais da degradação social visível naquela década foram o desmoronamento de parte da igreja do Rosário em 1965, custosamente reerguida somente em 1970, e o término da linha de bondes elétricos, em 1967.
As décadas de 1960 e 1970 representaram profundas mudanças na composição social lavrense. Por um lado, observou-se o crescimento da zona urbana devido ao êxodo rural; por outro, notou-se que o crescimento demográfico do município esteve abaixo da média brasileira, causado pelo fenômeno das migrações internas: estando Lavras economicamente estagnada, muitos de seus filhos se mudaram para outros centros em busca de melhores oportunidades. Outro sinal do enfraquecimento do município foi a falta de representatividade política, que seria quebrado quatorze anos depois com a eleição de Maurício Pádua Souza à Assembleia Legislativa de Minas Gerais em 1983.

### Fim do século XX e novo milênio
Nas décadas de 1980 e 1990, o município impulsionou sua economia com a criação de um distrito industrial, instalando fábricas como a Cofap, inaugurada em fevereiro de 1988. Outro acontecimento relevante foi a transformação da ESAL na Universidade Federal de Lavras, em dezembro de 1994, cuja ampliação trouxe milhares de estudantes oriundos de outras regiões do Brasil. Na virada do novo milênio, a construção da Usina Hidrelétrica do Funil, concluída em 2002, modificou a paisagem rural de Lavras através do lago formado pela barragem.

## Geografia
O município de Lavras está localizado entre as três maiores regiões metropolitanas do país. É ligado a Belo Horizonte e a São Paulo pela rodovia Fernão Dias e ao Rio de Janeiro pelas rodovias BR-265 e BR-040.
Geologicamente, predominam terrenos antigos na região de Lavras, com duas litologias dominantes, a primeira constituída por rochas gnáissicas, graníticas e magnetíticas, com eventuais diques metabásicos, e a segunda representada pelos micaxistos e quartzitos. Junto ao DNPM verifica-se que quase todo o subsolo lavrense encontra-se requerido, mostrando o potencial de exploração mineral da área, embora ainda seja explorado timidamente.
Inserida no Planalto do Sudeste, o relevo dominante pode ser caracterizado como ondulado, com altitudes que variam entre 822 e 1 259 metros em pontos extremos. A vegetação natural da região faz parte do complexo do cerrado e pode ser caracterizada como gramíneo-lenhosa, embora esteja atualmente bastante modificada pelas atividades agrícolas.
Os principais cursos de água do município são os ribeirões Água Limpa e Vermelho.
De acordo com o PNUD de 2010, Lavras possui um IDH de 0,782, sendo portanto a 5ª cidade com o melhor IDH do estado de Minas Gerais e a 113ª em todo o Brasil.
Seu clima é classificado como tropical de altitude pelo IBGE. Segundo dados da estação climatológica principal de Lavras, que pertence à rede do Instituto Nacional de Meteorologia (INMET), a menor temperatura registrada pela estação desde 1931 ocorreu no dia 21 de julho de 1981, com mínima de −0,2 °C, seguido por 0 °C em 22 de junho de 1933, enquanto a máxima absoluta chegou a 38,4 °C em 25 de setembro de 2023. O maior acumulado de precipitação em 24 horas atingiu 165,8 mm em 23 de dezembro de 1986, sucedido pelos 155,8 mm em 9 de janeiro de 2012.
| Dados climatológicos para Lavras                                                         | Dados climatológicos para Lavras | Dados climatológicos para Lavras | Dados climatológicos para Lavras | Dados climatológicos para Lavras | Dados climatológicos para Lavras | Dados climatológicos para Lavras | Dados climatológicos para Lavras | Dados climatológicos para Lavras | Dados climatológicos para Lavras | Dados climatológicos para Lavras | Dados climatológicos para Lavras | Dados climatológicos para Lavras | Dados climatológicos para Lavras |
| Mês                                                                                      | Jan                              | Fev                              | Mar                              | Abr                              | Mai                              | Jun                              | Jul                              | Ago                              | Set                              | Out                              | Nov                              | Dez                              | Ano                              |
| ---------------------------------------------------------------------------------------- | -------------------------------- | -------------------------------- | -------------------------------- | -------------------------------- | -------------------------------- | -------------------------------- | -------------------------------- | -------------------------------- | -------------------------------- | -------------------------------- | -------------------------------- | -------------------------------- | -------------------------------- |
| Temperatura máxima recorde (°C)                                                          | 35,4                             | 34,8                             | 36,4                             | 33                               | 32,7                             | 29,2                             | 31,4                             | 34,6                             | 38,4                             | 37,2                             | 38,2                             | 35,8                             | 38,4                             |
| Temperatura máxima média (°C)                                                            | 29                               | 29,5                             | 28,8                             | 27,8                             | 25,3                             | 24,6                             | 25                               | 26,8                             | 28,1                             | 28,8                             | 28                               | 28,6                             | 27,5                             |
| Temperatura média compensada (°C)                                                        | 22,8                             | 23                               | 22,4                             | 21,1                             | 18,3                             | 17,2                             | 17,2                             | 18,7                             | 20,5                             | 21,9                             | 21,8                             | 22,5                             | 20,6                             |
| Temperatura mínima média (°C)                                                            | 18,6                             | 18,4                             | 18                               | 16,5                             | 13,6                             | 12,1                             | 11,5                             | 12,4                             | 14,6                             | 16,7                             | 17,4                             | 18,3                             | 15,7                             |
| Temperatura mínima recorde (°C)                                                          | 9,5                              | 10                               | 9,4                              | 4,6                              | 3,2                              | 0                                | −0,2                             | 0,7                              | 0,6                              | 5,2                              | 8,2                              | 10,4                             | −0,2                             |
| Precipitação (mm)                                                                        | 292,4                            | 178,2                            | 162,2                            | 54,6                             | 43,3                             | 19,8                             | 9,5                              | 15,1                             | 55,1                             | 101                              | 192,4                            | 259,8                            | 1 383,4                          |
| Dias com precipitação                                                                    | 17                               | 12                               | 12                               | 6                                | 3                                | 2                                | 2                                | 2                                | 5                                | 9                                | 13                               | 17                               | 100                              |
| Umidade relativa compensada (%)                                                          | 76,4                             | 74,5                             | 76,2                             | 73,4                             | 73,9                             | 72,5                             | 66,9                             | 60,5                             | 61,3                             | 66,2                             | 73,7                             | 76,7                             | 71                               |
| Insolação (h)                                                                            | 181,6                            | 192,3                            | 197,6                            | 222,5                            | 211,9                            | 214,6                            | 237,3                            | 252,6                            | 219,1                            | 206,9                            | 177,9                            | 174,2                            | 2 488,5                          |
| Fonte: INMET (normal climatológica de 1991-2020; recordes de temperatura: 1931-presente) |                                  |                                  |                                  |                                  |                                  |                                  |                                  |                                  |                                  |                                  |                                  |                                  |                                  |

### Circunscrição eclesiástica
As paróquias de Lavras pertencem à Diocese de São João del-Rei.

## Transportes

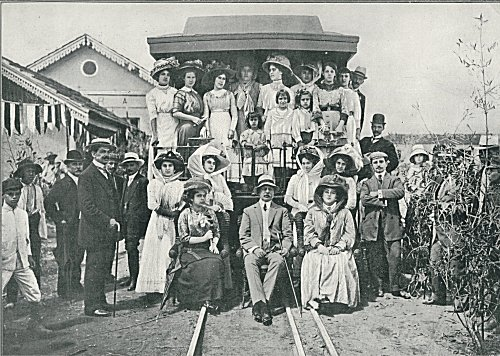
Estação ferroviária de Lavras, 1911.

### Ferroviário
Um dos principais entroncamentos ferroviários do Sudeste do Brasil localiza-se em Lavras, que conta ainda com o Complexo Ferroviário Engenheiro Bhering onde se situa uma estação e oficina de manutenção de locomotivas que são operados pela Ferrovia Centro Atlântica S.A. (VLI Multimodal S.A.). O município é cortado pelas linhas Tronco, Ramal de Divinópolis e Ramal de Três Corações, todas pertencentes à antiga Rede Mineira de Viação. 

### Rodoviário

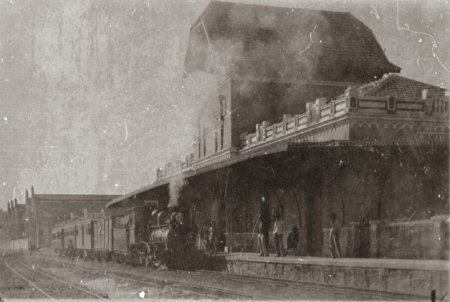
Trem chegando na Estação de Lavras, c. 1920.

O município lavrense é cortado por rodovias federais e estaduais, sendo digno de nota o entroncamento entre as importantes BR-381/Autopista Fernão Dias (Arteris) e BR-265. O acesso principal à zona urbana da cidade, a partir desse entroncamento, dá-se pela BR-265, sendo os cerca de 15 km do trajeto todo feito também em pista duplicada. As outras rodovias pavimentadas presentes no município são o Anel Rodoviário Presidente Tancredo Neves, a MG-335, a MGC-354 e a AMG-1635.

## Economia
O setor agropecuário do município se destaca especialmente pela produção de café e leite, apesar da presença de outras culturas agrícolas (e.g., soja, milho e feijão) e da criação de gado de corte.
A indústria se encontra em franco desenvolvimento, em partes, graças às condições favoráveis de que a cidade dispõe. Dentre elas se destaca a proximidade com São Paulo, Belo Horizonte e Rio de Janeiro além da mão de obra qualificada que o município dispõe. Os setores metalúrgico, alimentício, agroindustrial e têxtil são os principais ramos industriais de Lavras.
Estão instaladas no município grandes industrias como a Magneti Marelli/Cofap, Ciclope Automotive, Lear Corporation, Jeito Caseiro Alimentos, Verde Campo e diversas outras pequenas industrias implantadas no distrito industrial. O município também conta com grandes transportadoras de renome nacional como o Expresso Nepomuceno Transportes e Logística  que mantém na cidade sua matriz e um grande complexo logístico, Bileca Transportes e Logística, HI transportes e Rodolatina. 
Foi construído e inaugurado o Parque Cientifico e Tecnológico de Lavras que conta com um investimento de 40 milhões de reais que irão acolher empresas de base tecnológica e cientifica. O parque conta com dois grandes prédios e um espaço para implantação das empresas. O empreendimento tem por objetivo concentrar empresas e centros de pesquisa para que gerem benefícios em comum e proporcionem ganhos a comunidade.
A cidade, como pólo regional, possui um comércio bastante ativo e diversificado, está em construção um novo shopping Cidade da Serra  com uma área de 70.000m², sala de cinema Cineart, 15 operações na praça de alimentação, 80 lojas , 9 âncoras e megalojas, 4 restaurantes , e supermercado bh com previsão de inauguração em 2025. 
A cidade hoje conta com supermercados e hipermercados de várias redes (Rex, BH supermercados , Bretas, ABC, Villefort e Mart Minas), restaurantes tradicionais e renomados típicos de Minas Gerais e também especialistas na venda de sanduíches como o Subway, Burguer King e Bobs, grandes redes de varejo como Lojas Cem, Magazine Luiza, Casas Bahia, Ponto Frio, Renner , Pernambucanas, Lojas Americanas, Edmil, dentre outras lojas locais e uma grande variedade de agências bancarias, são elas: Caixa Econômica Federal, Banco do Brasil (2 agências), Bradesco, Santander (2 agências), Itaú (2 agências), Mercantil do Brasil e Sicoob. Além disso, conta com muitas galerias espalhadas pelo centro da cidade.

## Educação

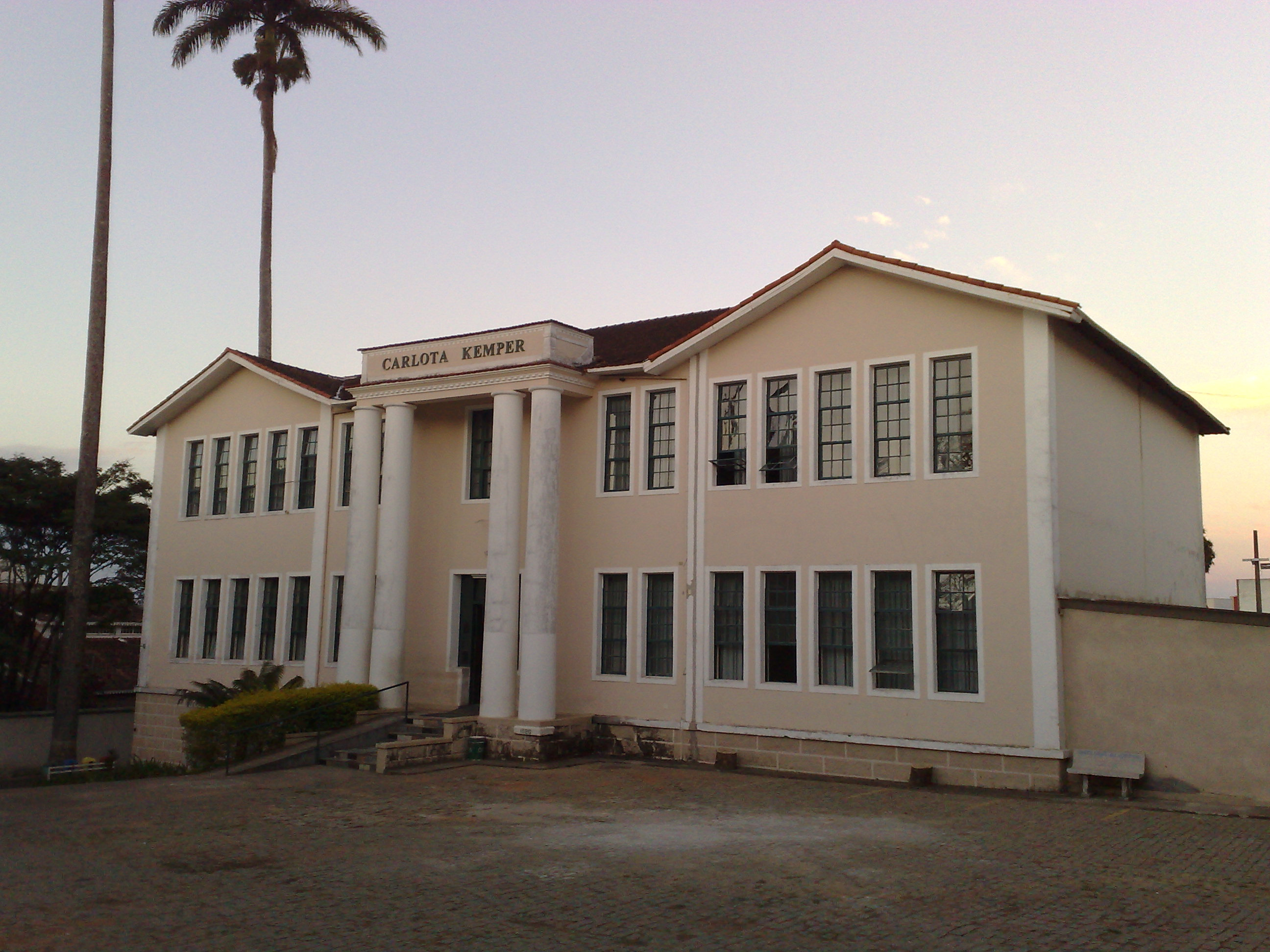
Colégio Carlota Kemper

De acordo com dados do IBGE, a cidade conta com 18.671 alunos na educação básica.

### Ensino superior
- Universidade Federal de Lavras (UFLA)
- Centro Universitário de Lavras (UNILAVRAS)
- Faculdades Adventistas de Minas Gerais (FADMINAS)
- Faculdade Presbiteriana Gammon (FAGAMMON)
- Universidade Anhanguera-Uniderp - Polo de apoio presencial
- Universidade Paulista (UNIP) - Polo de apoio presencial
- Universidade Norte do Paraná (UNOPAR) - Polo de apoio presencial
- Centro Universitário Internacional (UNINTER) - Polo de apoio presencial
- Instituto Prominas
- Instituto Mineiro de Pesquisa e Ensino Odontológico (IMPEO)

### Educação básica
| - E.M. Álvaro Botelho - E.M. Doutora Dâmina - E.M. Francisco Salles - C.E. Guilherme Henrique de Carvalho - E.M. Itália Cautieiro Franco (CAIC) - E.M. José Serafim - E.M. Oscar Botelho - E.M. Padre Dehon - E.M. Paulo Lourenço Menicucci - E.M. Paulo Menicucci - E.M. Prof. José Luiz de Mesquita - E.M. Sebastião Botrel Pereira - E.M. Umbelina Azevedo Avellar - E.M. Édio do Nascimento Birindiba (Itirapuã) - E.M. Lafaiete Pereira (Cachoeirinha) - E.M. Prof. Paulo de Souza (Cajurú do Cervo) - E.M. Sebastião Vicente Ferreira (Paiol/Funil) - E.M. Vicentina de Abreu Silva (Lagoinha) - SENAI, SENAC, SEST e SENAT, SENAR, SESC - CETEC - Impacto Escola de Saúde - UNITEN | - Centro para Desenvolvimento do Potencial e Talento (CEDET) - Centro de Educação e Apoio às Necessidades Auditivas e Visuais (CENAV) - Associação de Pais e Amigos dos Excepcionais (APAE) - Colégio Tiradentes da Policia Militar - E.E. Azarias Ribeiro - E.E. Cinira Carvalho - E.E. Cristiano de Souza - E.E. Dora Matarazzo - E.E. Firmino Costa - E.E. João Batista Hermeto - E.E. Padre Israel Batista Carvalho - E.E. Tiradentes - Colégio Educa - Colégio Adventista - Colégio Losango - Colégio Nossa Senhora de Lourdes - Colégio Universitário Professor Canísio Ignácio Lunkes - Escola Cooperativa de Ensino e Integração - Escola Cooperativa Gralha Azul - Escola Logosófica de Lavras - Impacto Centro de Ensino - Instituto Presbiteriano Gammon |

## Cultura
Entre os principais espaços culturais de Lavras, destacam-se a Casa da Cultura Bi Moreira, instalada em 1984 em prédio de meados do Século XIX, que tem por finalidade abrigar diversas atividades artístico-culturais do povo lavrense. Existe também o parque de exposições Expolavras. Já no centro histórico da Universidade Federal de Lavras, existe o Centro de Cultura da UFLA, o Museu de História Natural, e o Museu Bi Moreira, onde se encontram vários objetos como móveis, fotos, documentos e utensílios em geral relacionados com a história da cidade.
Na área musical, destacam-se a banda Euterpe Operária, fundada em 1910, a banda do 8.° Batalhão de Polícia Militar, a Orquestra de Cordas da UFLA, o Coral Vozes do Campus e o coral das Meninas Cantoras de Lavras, além de várias bandas de rock e pagode.
Lavras tem grande influência italiana, sendo mais de 200 famílias descendentes. Os sobrenomes italianos mais populares na cidade de Lavras são: Bertolucci, Cavazza, Cicarelli, De Simoni, Grandi, Maculan, Marafelli, Marani, Mattioli, Menicucci, Moretti, Olimpio, Pizzolante, Romaniello, Russi, Scorza, Volpi, Zagotta, Zuccari, entre muitos outros. Os descendentes de imigrantes libaneses também compõe uma colônia muito relevante em Lavras, representadas pelas famílias Chalfoun, Cherem, Curi, Haddad, Murad, Ticle, Unes, Zákia, entre outras. A maior parte desses sobrenomes sofreram modificações da forma original escrita, devido aos registros de imigração que eram escritos de forma aportuguesada ou errônea.
| - Biblioteca Pública Meirinha Botelho - Casa da Cultura "Bi Moreira" - Centro de Artes e Esportes Unificados de Lavras - Centro de Cultura da UFLA - Centro Esportivo Municipal "Professor José Lima" - Cineclube "Geraldo Victorino" - Expolavras "Engenheiro Dr. José Alfredo Unes" - Museu Bi Moreira - Museu "Esther Carvalho Pereira" do Grupo Escolar de Lavras - Museu da Imagem e do Som de Lavras - Museu de História Natural da UFLA - Museu Sacro de Lavras - Praça Dr. Augusto Silva - Pró-Memória do Instituto Presbiteriano Gammon - Sala de Exposição TG 04-031 - Teatro Municipal "João Pereira de Carvalho" | - Academia Lavrense de Letras - Associação das Embaixadas de Santos Reis, Congados e Terços de São Gonçalo de Lavras - Associação Lavrense de Artes Cênicas - Associação Lavrense dos Artesãos e Arte Culinária - Associação Meninas Cantoras de Lavras - Associação de Pais e Amigos para Apoio ao Talento - Associação para Promoção de Arte e Cultura - Banda de Música do 8.º Batalhão da PMMG - Círculo dos Orquidófilos de Lavras - Coral Vozes do Campus - Corporação Musical Euterpe Operária - Grêmio Recreativo Escola de Samba Unidos de Nova Lavras - Grupo Teatro Construção - Orquestra de Cordas da UFLA - Sociedade Recreativa e Carnavalesca Pão Moiado |

### Patrimônio cultural municipal
| Imagem | Bem / Inscrição                                                  | Ano de tombamento | Tipologia              | Outras informações                                                                                               |
| ------ | ---------------------------------------------------------------- | ----------------- | ---------------------- | --- |
|        | Casa da Cultura Bi Moreira                                       | 2002              | Bem imóvel             | Casarão de 1849 à Rua Sant'Ana.                                                                                  |
|        | Igreja de Nossa Senhora do Rosário                               | 2002              | Bem imóvel             | Construção iniciada em 1751 e concluída em 1854. Bem tombado em nível nacional em 1948.                          |
|        | Prédio da Escola Municipal Álvaro Botelho                        | 2006              | Bem imóvel             | Construída em 1933 e inaugurada em 1934.                                                                         |
|        | Praça Dr. Augusto Silva e Leonardo Venerando Pereira             | 2006              | Conjunto paisagístico  | O antigo Largo de Sant'Ana existe desde o Século XVIII. O jardim municipal foi inaugurado em 1908.               |
|        | Prédio do Museu Bi Moreira                                       | 2006              | Bem imóvel             | Inaugurado em 1922.                                                                                              |
|        | Prédio da Escola Estadual Firmino Costa                          | 2006              | Bem imóvel             | Inaugurada em 1874, reorganizada em 1907.                                                                        |
|        | Estação Ferroviária Costa Pinto                                  | 2006              | Bem imóvel             | Inaugurada em 1926.                                                                                              |
|        | Galpões da Antiga Rede Ferroviária                               | 2006              | Bem imóvel             | Inaugurados em 1917.                                                                                             |
|        | Escultura – O Agricultor, de É. Picault                          | 2009              | Bem móvel ou integrado | Adquirida em 1930. Acervo do Museu Bi Moreira.                                                                   |
|        | Escultura – Ceres, de É. Picault                                 | 2009              | Bem móvel ou integrado | Doada em 1944. Acervo do Museu Bi Moreira.                                                                       |
|        | Escultura – Ceres, de Z. Menicucci                               | 2009              | Bem móvel ou integrado | Adquirida em 1998. Acervo do Museu Bi Moreira.                                                                   |
|        | Praça Dr. José Esteves                                           | 2012              | Conjunto paisagístico  | Recebeu essa denominação em 1939, ajardinada entre 1947-1951.                                                    |
|        | Locomotiva Baldwin 233                                           | 2012              | Bem móvel ou integrado | Construída em 1920, na Filadélfia (EUA).                                                                         |
|        | Postes do Bonde                                                  | 2012, 2015        | Bem imóvel             | O serviço de bondes existiu entre 1911 e 1967.                                                                   |
|        | Cruzeiro                                                         | 2015              | Bem imóvel             | O primeiro cruzeiro data de 1869. O atual é de 1956.                                                             |
|        | Banda Euterpe Operária                                           | 2015              | Forma de expressão     | Criada em 1910.                                                                                                  |
|        | Monumento à Ponte do Funil                                       | 2019              | Bem móvel ou integrado | Construída em 1908, seu monumento é de 2002.                                                                     |
|        | Retábulo-mor da Igreja Matriz de Sant'Ana                        | 2020              | Bem móvel ou integrado | Feito em Ortisei (Itália). Adquirido em 1928.                                                                    |
|        | Imagem de Sant’Ana Mestra da antiga matriz de Lavras             | 2020              | Bem móvel ou integrado | Feita no último quartel do Século XVIII. Acervo da Paróquia de Sant'Ana de Lavras.                               |
|        | Frontispício do Antigo Teatro Municipal                          | 2020              | Bem móvel ou integrado | Construído em 1862, ampliado em 1917, demolido em 1962.                                                          |
|        | Toque da Ave Maria                                               | 2021              | Celebração             | Toque do Angelus na torre da Igreja Matriz de Sant'Ana ao meio-dia e às 18 horas.                                |
|        | Tela "Verônica"                                                  | 2021              | Bem móvel ou integrado | Tela a óleo do acervo da Igreja de Nossa Senhora do Rosário, atribuída a Joaquim José da Natividade.             |
|        | Ponte Agostinho Porto                                            | 2022              | Bem imóvel             | Ponte inaugurada no dia 6 de dezembro de 1917, localizada na zona norte da cidade.                               |
|        | Igreja Matriz de Sant'Ana                                        | 2024              | Bem imóvel             | Templo católico construído entre 1904 e 1917.                                                                    |
|        | Banda da 6.ª Região de Polícia Militar do Estado de Minas Gerais | 2024              | Forma de expressão     | Instalada em Lavras em 1934, com regência do sgt.-aj. Antônio Ferreira, se destaca até hoje nos eventos cívicos. |
|        | Centro Histórico da Universidade Federal de Lavras               | 2024              | Bem imóvel             | A antiga Escola Agrícola de Lavras foi fundada em 1908, sendo posteriormente chamada ESAL e atualmente a UFLA.   |

### Calendário cultural municipal
- (todos os domingos na Praça Dr. Augusto Silva) Feira de Arte e Artesanato de Lavras, oferecendo uma grande variedade de artesanatos e farta gastronomia local[60]
- (janeiro) Encontrão Regional das Embaixadas de Santos Reis[61]
- (março) Virada Gospel[62]
- (maio e agosto) Lavras Rodeo Festival[63]
- (junho) Lavrangelizar[64]
- (julho) Expoqueijo[65]
- (julho) Encontro de Veículos Antigos[66]
- (26 de julho) Sant'Ana Show[67]
- (agosto) Mostra Cultural de Lavras[68]
- (agosto) Círculo dos Orquidófilos de Lavras[69]
- (setembro) Festa das Vocações do Seminário Dehonista de Lavras[70]
- (setembro) Festa do Homem do Campo[71]
- (21 de setembro) Dia Municipal do Plantio de Árvores[72]
- (novembro) Semana da Capoeira[73]
- (20 de novembro) Dia Municipal da Consciência Negra[74]
- (dezembro) Feira do Livro Espírita[75]

### Feriados municipais
São considerados feriados religiosos municipais de Lavras os seguintes dias de guarda: 
1. Sexta-feira da Paixão
2. Corpus Christi
3. Dia 13 de outubro - Dia de Santo Eduardo - Comemoração da criação do município de Lavras, em 1831[76]
4. Dia 26 de julho - Dia de Sant'Ana - padroeira de Lavras.[77]

### Cidades-irmãs
A política das cidades-irmãs tem como objetivo a criação de relações e protocolos, notadamente na esfera econômica e cultural, aonde cidades estabelecem entre si laços de cooperação. Lavras possui uma cidade-irmã, que é:
- Betanzos, Corunha, Galiza, Espanha[79]

## Esportes

### Futebol
O clube lavrense de maior sucesso é o Fabril Esporte Clube, que disputou a primeira divisão do Campeonato Mineiro nos anos 1980 conquistando o título simbólico de Campeão do Interior de 1988. Outros clubes importantes da cidade são a Associação Olímpica de Lavras (fundada em 1937) e a Associação Atlética Ferroviária (fundada em 1944). Ambas as esquipes, junto do Fabril e do Ferroviário Esporte Clube Ribeirense (fundado em 1935), disputaram nas décadas de 1940 a 1960 os campeonatos organizados pela Liga Esportiva de Desportos de Lavras (1943) e Liga Esportiva de Lavras (1953), na qual a Olímpica se mostrou a maior vencedora.

### Vôlei
O Lavras Vôlei é uma equipe brasileira de voleibol feminino fundada em 2017, e que disputa atualmente a Superliga B.

### Futebol Americano
A prática do Futebol Americano em Lavras teve início no começo do Século XX, quando missionários americanos praticavam o esporte nas dependências do Instituto Evangélico. Desde 2011 existe a equipe masculina Lavras Falcões, na modalidade No Pad (regras do jogo tradicional, mas sem equipamento de proteção). Participavam do time tanto estudantes da UFLA quanto membros da comunidade lavrense. O time cresceu, disputou campeonatos e amistosos e em 2015 criou o time feminino na modalidade Flag (sem contato físico).

### Rugby
Lavras tem uma equipe de rugby, o UFLA Rugby Team, que disputou o Campeonato Mineiro de Rugby entre 2010 e 2013.

### Off-road
Lavras é palco do tradicional Enduro dos Ipês, prova válida pela Copa Brasil, Campeonato Mineiro e Copa Sul Mineira de Regularidade e também do Lavras + Off Road.

## Turismo

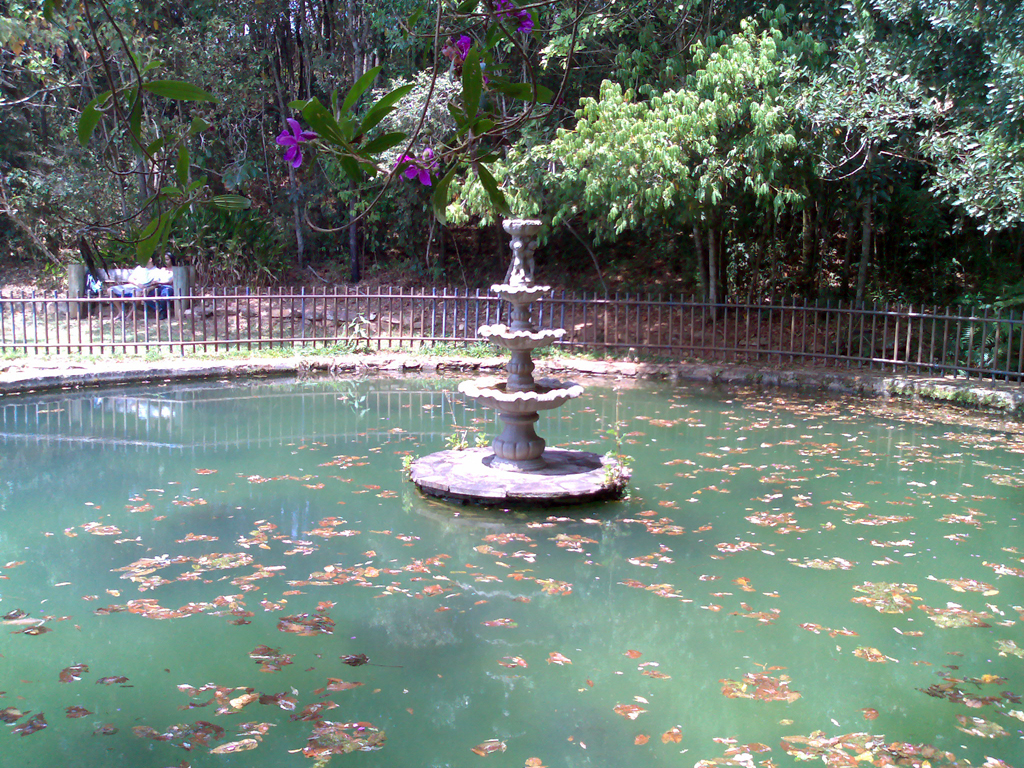
Fonte no Parque Quedas do Rio Bonito

Lavras faz parte do circuito turístico Vale Verde e Quedas D'Água. Além das opções culturais oferecidas pelos museus, teatros e campi das universidades locais, consideram-se atrativos turísticos os seguintes locais:
- Cachoeira dos Ipês (situada no ribeirão dos Cruzes): possui uma exuberante queda e entorno e fica a apenas 13 km do centro da cidade;
- Comunidade do Funil: comunidade formada em 2000, após a inundação do lago da Usina do Funil;
- Parque Ecológico Quedas do Rio Bonito: reserva florestal mantida pela Associação Abraham Kasinski. A área do parque compreende muitas atrações, como cachoeiras, trilhas para caminhada e arena, pedalinhos, piscinas naturais, tobogã, restaurante, mirante, cachoeira, tirolesa, circuito de arvorismo e playground;
- Serra da Bocaina: ponto culminante do município, de onde se pode ter ampla visão da região. Dependendo da visibilidade é possível avistar a cidade de São Thomé das Letras, Luminárias, São Bento Abade, Ijaci e outras cidades vizinhas;
- Área verde Jardim Campestre: bosque próximo aos bairros Jardim Glória e Campestre I, II e III, em vias de se tornar um Parque Ecológico;Edifícios na região central

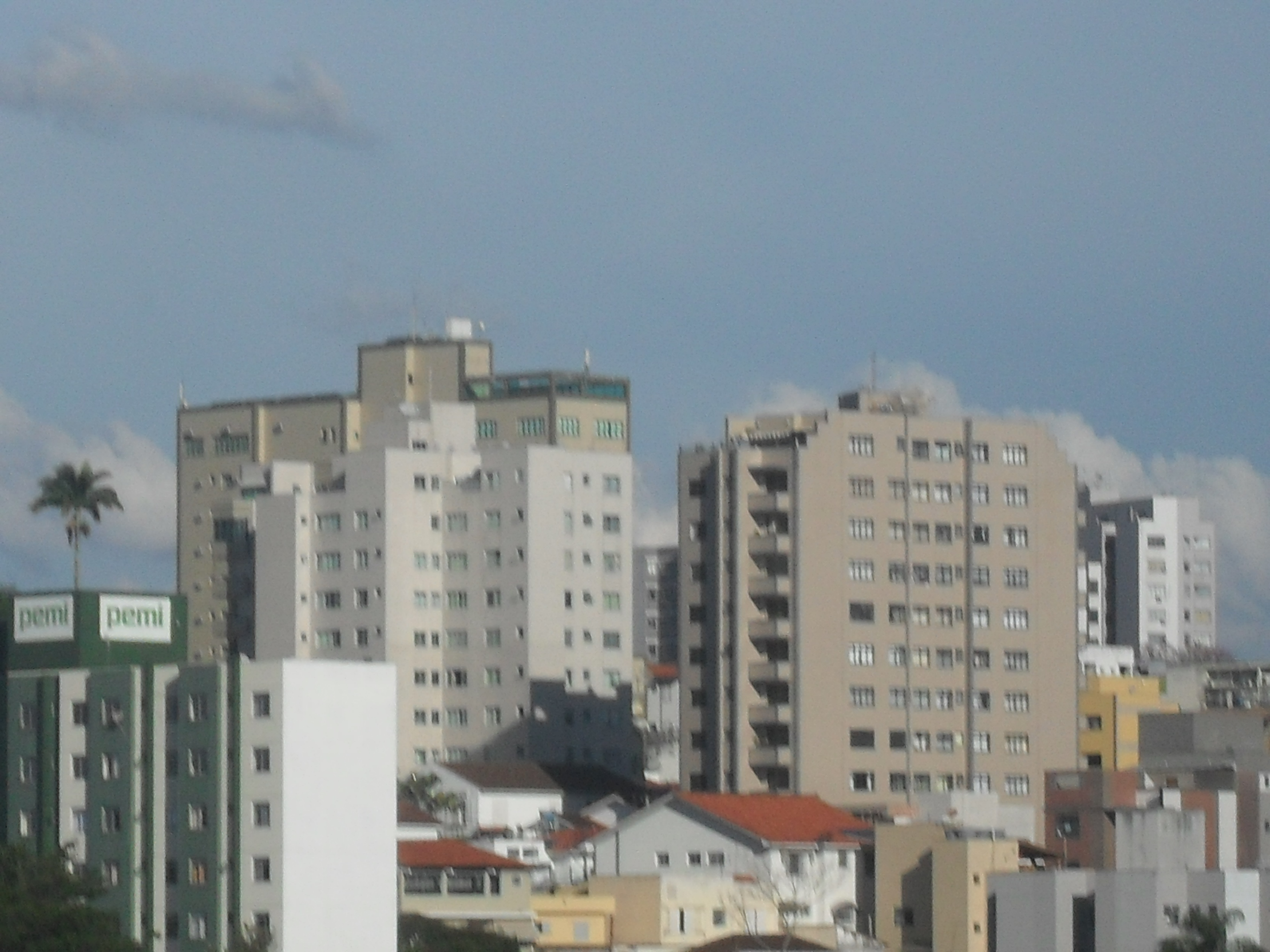
Edifícios na região central

- Igreja de Nossa Senhora do Rosário (Lavras): construída entre 1751 e 1754 e conhecida como Matriz de Sant'Ana até 1917. Foi tombada pelo Instituto Nacional do Patrimônio Histórico em 1948;
- Museu Bi Moreira: localizado no campus histórico da Universidade Federal de Lavras, foi inaugurado em 1983, salvaguardando o acervo histórico do município de Lavras;
- Museu de História Natural: também localizado no campus histórico da UFLA, foi inaugurado em 2001;
- Estações ferroviárias: Centro Oeste (Zona Norte) e Costa Pinto (Zona Sul);
- Locomotiva Baldwin: chamada popularmente de "Maria-Fumaça", que levou passageiros de 1929 até 1969, exposta na Praça Doutor José Esteves, nas proximidades da Estação Ferroviária e galpões da antiga RFFSA)[87];
- Praça Dr. Augusto Silva: grande área verde no centro de Lavras, este jardim municipal foi inaugurado em 1908;
- Obelisco da Praça Leonardo Venerando Pereira: erigido em 1944, trata-se de um marco geográfico e um monumento dedicado à mocidade lavrense;
- Casa da Cultura: edificação de 1849, localidade à Rua Sant'Ana, foi no passado a sede da prefeitura de Lavras;
- Cachoeira do Faria: queda d'água que fica próxima à serra da Bocaina;
- Rio Capivari: um curso de água que nasce na Serra da Chapada das Perdizes, em Carrancas, e deságua no Rio Grande.
- Lago da Barragem e Usina Hidrelétrica do Funil.
- Igreja Matriz de Sant'Ana (Lavras): construída entre 1904 e 1917, principal igreja católica da cidade
- Trilha das Lagoas, uma trilha autoguiada na Universidade Federal de Lavras.[88]

## Personalidades

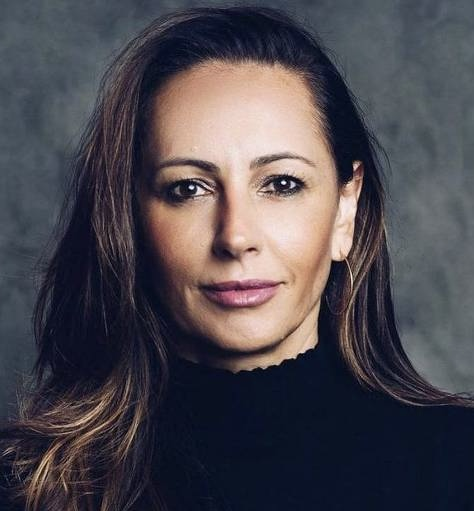
Ana Paula Henkel, medalhista olímpica

Lavras é o município natal de Francisco Antônio de Sales (1863-1933), que foi deputado estadual (1891-1895), secretário de Estado durante a presidência de Bias Fortes (1894-1898), prefeito de Belo Horizonte (1899), Presidente de Minas Gerais (1902-1906), senador (1900, 1906-1911, 1915-1923) e Ministro da Fazenda (1910-1913) durante o governo de Hermes da Fonseca. Também aqui nasceram o ex-governador do Distrito Federal, Paulo Octavio, o publicitário Carlito Maia e o escritor Gian Danton.
São também lavrenses vários desportistas consagrados, como a ex-jogadora de vôlei de praia Ana Paula Henkel, e dos futebolistas Alemão (ex-Botafogo e Napoli) e Cláudio Caçapa (ex-Atlético, Cruzeiro e Lyon da França).
Entre as personalidades que aqui passaram, estudaram e se formaram em Lavras, destacam-se o presidente da República Carlos Luz, a religiosa Irmã Benigna Victima de Jesus, a cantora Wanderléa, o radialista José Silvério, o escritor Rubem Alves e o padre Fábio de Melo.